# Petrolia, Pennsylvania
Petrolia är en ort i Butler County i delstaten Pennsylvania, USA.